# 高嶺みりあ
高嶺 みりあ（たかみね みりあ）は、日本の元AV女優。2010年牧野 絵里（まきの えり）に改名しAV女優復活。所属事務所はファイブプロモーションに
所属していたが、マークスグループ解散・再編によりエベレストモデルエージェンシーに移籍。

## 略歴・人物
東京都出身。2007年にデビュー。
無修正作品にて女性器を公開している。
また、放屁や脱糞等、幅広いジャンルの作品にも出演している。

## 出演作品
2007年
- えろかわ痴女っ娘 2（6月29日、クリスタル映像）他出演:ほしあいな、風間りさ
- 幼い妹3人にエッチにせまられ、オモチャにされてみない?　②（9月1日、エッジ）他出演:はるか悠、卯月杏
- MOODYZ女学園 性欲処理器にされた集団女子校生（12月1日、MOODYZ）他12名出演

2008年
- 新刊雑誌の読者モデル選考会に応募してきた女をレズの審査員がヤる（3月24日、カッコイイ!）他多数出演
- 爆乳学園 先生が教えてあげる 杏美月 ウブな男子に強制パイズリ （8月29日、シネマユニット・ガス）共演:杏美月、里崎あみ
- 下品でオゲレツ!ド淫乱!!そんなブ痴女に汚されたい!!（10月23日、SOD）他出演:春樹あけみ、阿部沙耶、夜咲ゆう
- 本格巨尻!!むちコスデリバリー（10月24日、ジャムス）
- 変態セルフ乳首舐めオナニー（11月25日、アロマ企画）他出演:宮崎あい、間宮志乃、今井絵理、前田窓花
- 素人お嬢さんおっぱいモミモミインタビュー 乳もみ100の質問 VOL.2（11月26日、ロケット）他5名出演
- 日常生活の中の乳房揉み 爆乳編（12月13日、アロマ企画）他6名出演

2009年
- もしも…こ～んな 巨乳だらけの混浴露天風呂があったら? (5月13日、カルマ)共演:桃咲まなみ、蜜井とわ、浅田ちち、浜崎りお、鈴香音色、夏川リアナ、桐島ひかり、西木美羽、羽田未来、岡本きら、宮崎あい、国見奈々、根本あきこ、芽衣奈
- デカ尻吸引下半身! みりあの淫乱バラエティ（11月29日、JAMS）
- 揺乳（12月19日、KEU）他出演:持田百恵、福山優、仲村美緒、本原純

2010年
- KARMA設立5周年プレミアム感謝祭! 巨乳!巨乳!巨乳!ボインボインバスツアー（1月13日、カルマ）共演:浜崎りお、蜜井とわ、桃咲まなみ、南芽衣奈、岡本きら、鈴香音色、夏川リアナ、国見奈々、根本あきこ、羽田未来、西木美羽、桐島ひかり、浅田ちち、宮崎あい
- 舐めすぎ!フェラ学科50人の女子校生4時間（2月1日、MOODYZ）他49名出演
- 肉圧ファンタジー フェチコス美巨尻ガール（3月8日、ジャムス）
- 緊縛バイブの虜 05 変態妄想する6人の女（7月20日、プールクラブ・エンタテインメント）他5名出演
- 軟体爆尻!! 僕らのケツ筋先生（8月25日、ジャムス）
- オッパイは舐め吸うタメだけに存在する4時間（9月19日、ABC/妄想族）他多数出演